# 우파 철도 참사

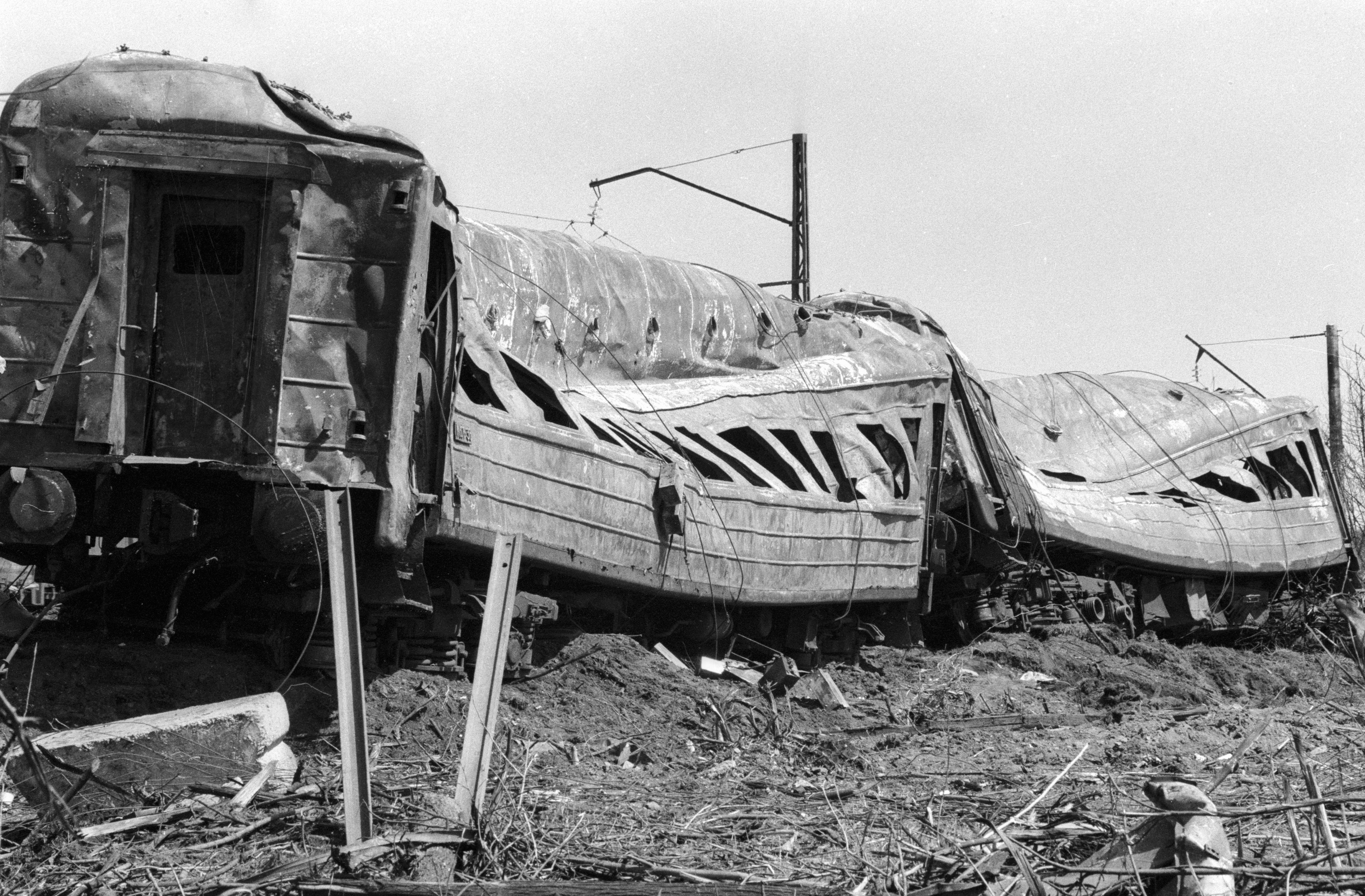
1989

우파 철도 참사(Железнодорожная катастрофа под Уфой)는 1989년 6월 4일 소련 바시키르 이글린스키라이온에서 일어난 사고다. 노보시비르스크발 아들레르행 기차와 아들레르발 노보시비르스크행 기차에서 발생한 불꽃이 인근 송유관에서 새어 나온 기름에 튀어서 생긴 폭발 화재 사고로 575명이 죽고 800명 이상이 다쳤다. 소련/러시아사에서 평시에 일어난 기차사고 중 가장 사망자가 많은 사고다. 해당 사고 이름은 사고 현장에서 서쪽으로 약 75km 쯤 떨어진 곳에 있는 우파에서 따왔다. 기차 두 편에는 탑승객이 약 1,300명 있었다.